# Jesse Kertesz-Knight
Jesse Kertesz-Knight (Jasper, 11 luglio 2003) è uno sciatore alpino canadese.

## Biografia
Specialista della prove tecniche attivo dal novembre del 2019, in Nor-Am Cup Jesse Kertesz-Knight ha esordito il 13 dicembre 2021 a Panorama in supergigante (41º) e ha conquistato la prima vittoria, nonché primo podio, il 15 dicembre 2024 nella medesima località in slalom speciale; ha debuttato in Coppa del Mondo il 2 marzo 2025 a Kranjska Gora in slalom speciale, senza qualificarsi per la seconda manche. Non ha preso parte a rassegne olimpiche o iridate.

## Palmarès

### Nor-Am Cup
- Miglior piazzamento in classifica generale: 8º nel 2025
- 2 podi:
  - 2 vittorie

#### Nor-Am Cup - vittorie
| Data             | Località | Paese  | Specialità |
| ---------------- | -------- | ------ | ---------- |
| 15 dicembre 2024 | Panorama | Canada | SL         |
| 27 gennaio 2025  | Norquay  | Canada | SL         |

Legenda:

SL = slalom speciale

### Campionati canadesi
- 3 medaglie:
  - 2 ori (slalom speciale nel 2024; slalom speciale nel 2025)
  - 1 argento (slalom gigante nel 2024)